# Vitali Arujau
Vitali Arujau, en Bielorruso: Віталій Аруджаў (1 de junio de 1999) es un deportista estadounidense que compite en lucha libre. Ganó dos medallas en el Campeonato Mundial de Lucha, en los años 2023 y 2024, ambas en la categoría de 61 kg.

## Palmarés internacional
| Campeonato Mundial | Campeonato Mundial | Campeonato Mundial | Campeonato Mundial |
| Año                | Lugar              | Medalla            | Categoría          |
| ------------------ | ------------------ | ------------------ | ------------------ |
| 2023               | Belgrado (Serbia)  | Medalla de oro     | 61 kg              |
| 2024               | Tirana (Albania)   | Medalla de bronce  | 61 kg              |